# Angelonia pratensis
Angelonia pratensis är en grobladsväxtart som beskrevs av Gardn. och George Bentham. Angelonia pratensis ingår i släktet Angelonia och familjen grobladsväxter. Inga underarter finns listade i Catalogue of Life.